# Роговский, Евгений Александрович
Евгений Александрович Роговский (1855—1912) — российский физик и метеоролог.

## Биография
Евгений Александрович Роговский родился в 1855 году. Выпускник 1-й Санкт-Петербургской классической гимназии. Окончив курс Санкт-Петербургского университета по физико-математическому факультету в 1882 году, был оставлен при университете для приготовления к профессорскому званию.
В 1887 году Е. А. Роговский был командирован русским физико-химическим обществом для фотометрических измерений в состав комиссии для исследования полного солнечного затмения 7 августа 1887 года.
По защите диссертации: «О внешней теплопроводности серебряных проволок в воде» (СПб., 1903) Роговский Е. А. получил степень магистра физики и в течение 1903—1904 году читал лекции по кинетической теории газов в Санкт-Петербургском университете в качестве приват-доцента.
С 1904 года Е. А. Роговский состоял исполняющим должность экстраординарного профессора по кафедре физики и метеорологии в Харьковском национальном университете.
Роговский Е. А. был одним аз авторов «Энциклопедического словаря Брокгауза и Ефрона», где, в частности, написал статью «Кинетическая теория газов».
Евгений Александрович Роговский скончался в 1912 году.